# Президентская библиотека-музей Ричарда Никсона
Президе́нтская библиоте́ка и музе́й Ри́чарда Ни́ксона (англ. Richard Nixon Presidential Library and Museum) — президентская библиотека и место захоронения 37-го президента США Ричарда Никсона и его жены Пэт.
Расположенная в Йорба-Линде, на земле, которой когда-то владела семья президента Никсона, библиотека является одной из 13, находящихся в ведении Национального управления архивов и документации (NARA). Кампус площадью 9 акров (3,6 га) расположен на бульваре Йорба Линда, дом 18001 и включает в себя место рождения Ричарда Никсона — национальную историческую достопримечательность, где родился и провёл своё детство Никсон.
С момента своего открытия 19 июля 1990 года и по 11 июля 2007 года библиотека и музей находились в ведении Фонда Ричарда Никсона и была известна под названием Библиотеки и места рождения Ричарда Никсона. В 2016 году здание подверглось масштабной реконструкции, и теперь в нём представлены обновленные мультимедийные музейные экспонаты. Комплекс находится в совместном управлении NARA и Фонда Ричарда Никсона.

## Предыстория
Первоначально Президентскую библиотеку собирались построить на окраине Университета Дьюка, альма-матер Никсона, но из-за протестов, в основном вызванных группой профессоров Дьюка, планы провалились.
Исторически сложилось так, что все президентские бумаги считались личной собственностью президента. Некоторые забирали их по истечении срока, в то время как другие уничтожали. Франклин Рузвельт был первым, кто сделал их доступными для публики, когда в 1939 году передал их в дар Национальному архиву как Президентскую библиотеку-музей Франклина Рузвельта, но сделал это добровольно. В случае с Никсоном, набравший ход Уотергейтский скандал и последующая его отставка добавили сложностей в процедуру передачи документов.
В сентябре 1974 года Никсон заключил соглашение с главой Администрации общего обслуживания Артуром Сэмпсоном о передаче большинства материалов периода его президентства, включая магнитофонные записи бесед, которые он сделал в Белом доме. Однако записи должны были быть уничтожены после 1 сентября 1979 года, по указанию Никсона, или до 1 сентября 1984 года, или в противном случае после его смерти. Встревоженный тем, что записи Никсона могут быть утеряны, Конгресс США отменил соглашение Никсона-Сэмпсона, приняв Закон о сохранении президентских записей и материалов, который был подписан президентом Джеральдом Фордом в декабре 1974 года. Актом предписывалось NARA взять материалы, касающиеся конкретно только времён президентства Никсона, в свои руки и обработать их как можно быстрее. Личные материалы должны были быть возвращены Никсону.
В соответствии с Актом документы и кассеты президента Никсона из Белого дома находились в Национальном архиве, и поэтому они не могли быть переданы в учреждение в Йорба-Линде. Финансирование строительства библиотеки Никсона поступило из частных источников. Ориентировочная стоимость строительства учреждения составила 25 миллионов долларов. Фундамент был заложен младшей дочерью Никсона Джули Никсон-Эйзенхауэр и Пэт Никсон, в декабре 1988 года.

## Открытие
Первоначально библиотека была официально открыта 19 июля 1990 года. Присутствовали бывшие президент Никсон и первая леди Пэт Никсон, а также президент Джордж Буш-старший, бывший президент Джеральд Форд, бывший президент Рональд Рейган и первые леди Барбара Буш, Бетти Форд и Нэнси Рейган. Приглашённых на церемонии присутствовало 50 000 человек. На церемонии посвящения Никсон сказал: «Ничто из того, что мы когда-либо видели, не сравнится с этим моментом — когда нас снова приветствуют дома».

## Объекты

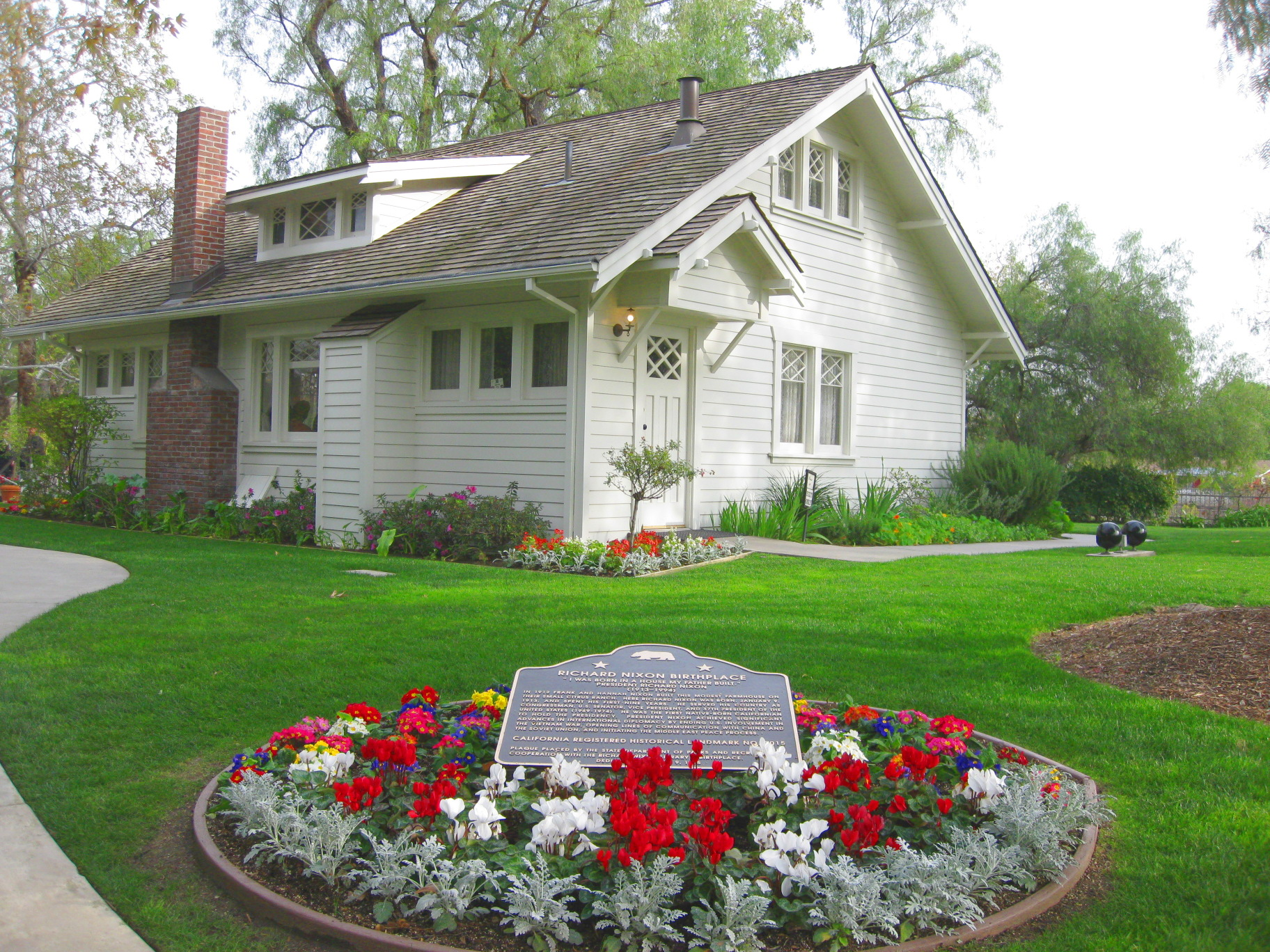
Дом детства Никсона.

Музей, расположенный в здании площадью 52 000 квадратных футов (4800 кв. метров), рассказывает о жизни и карьере Никсона. За музеем находится дом рождения будущего президента, который был построен отцом Никсона с использованием набора для строительства дома и восстановлен таким, каким он был в 1910-х годах. Президент Никсон и Пэт Никсон похоронены на территории отеля, всего в нескольких футах от места рождения.

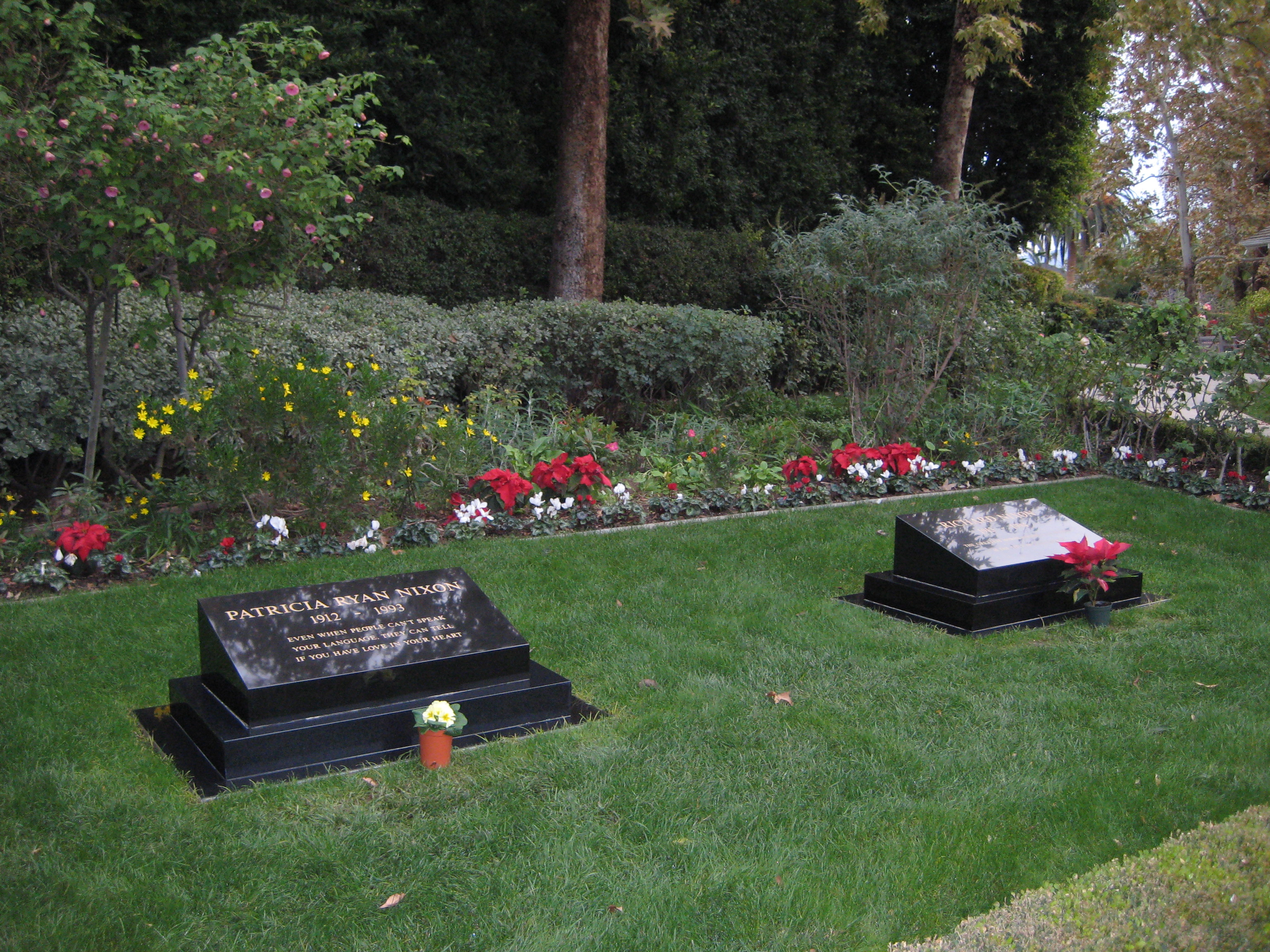
Захоронения президентской четы Никсон.

На территории Президентской библиотеки Никсона также находятся Центр Кэтрин Локер и Энненберг-корт, крыло площадью 38 000 квадратных футов (3500 кв. метров), построенное в 2004 году, которое включает в себя специальный выставочный зал и точную копию Восточной комнаты Белого дома, которая используется в качестве места для проведения мероприятий. Фонд Никсона арендует Восточный зал для проведения таких мероприятий, как свадьбы и деловые встречи.

## Музей
В музее собрана обширная коллекция памятных вещей, артефактов, официальной одежды и фотографий Никсонов и их детей. Эта коллекция включает в себя ряд бронзовых фигур мировых лидеров, которые поддерживали важные отношения с Никсоном в качестве президента или во время его службы вице-президентом Дуайта Эйзенхауэра. Лидеры были точно воссозданы из легкой бронзы в рамке из папье-маше и одеты в свою одежду. В США правительственный лимузин Lincoln Continental 1969 года выпуска, которым пользовался президент Никсон на протяжении всего своего президентства, выставлен в галерее внутренних дел. Фрагмент Берлинской стены высотой 12 футов (3,7 м) выставлен в обширной галерее иностранных дел, которая также включает в себя точную копию скромного дома на Среднем Западе, откуда родом американские солдаты, статуи Никсона и китайского премьера Чжоу Эньлая и страницы Договора об ограничении стратегических вооружений, подписанного Никсоном. и советский генеральный секретарь Леонид Брежнев в 1972 году.

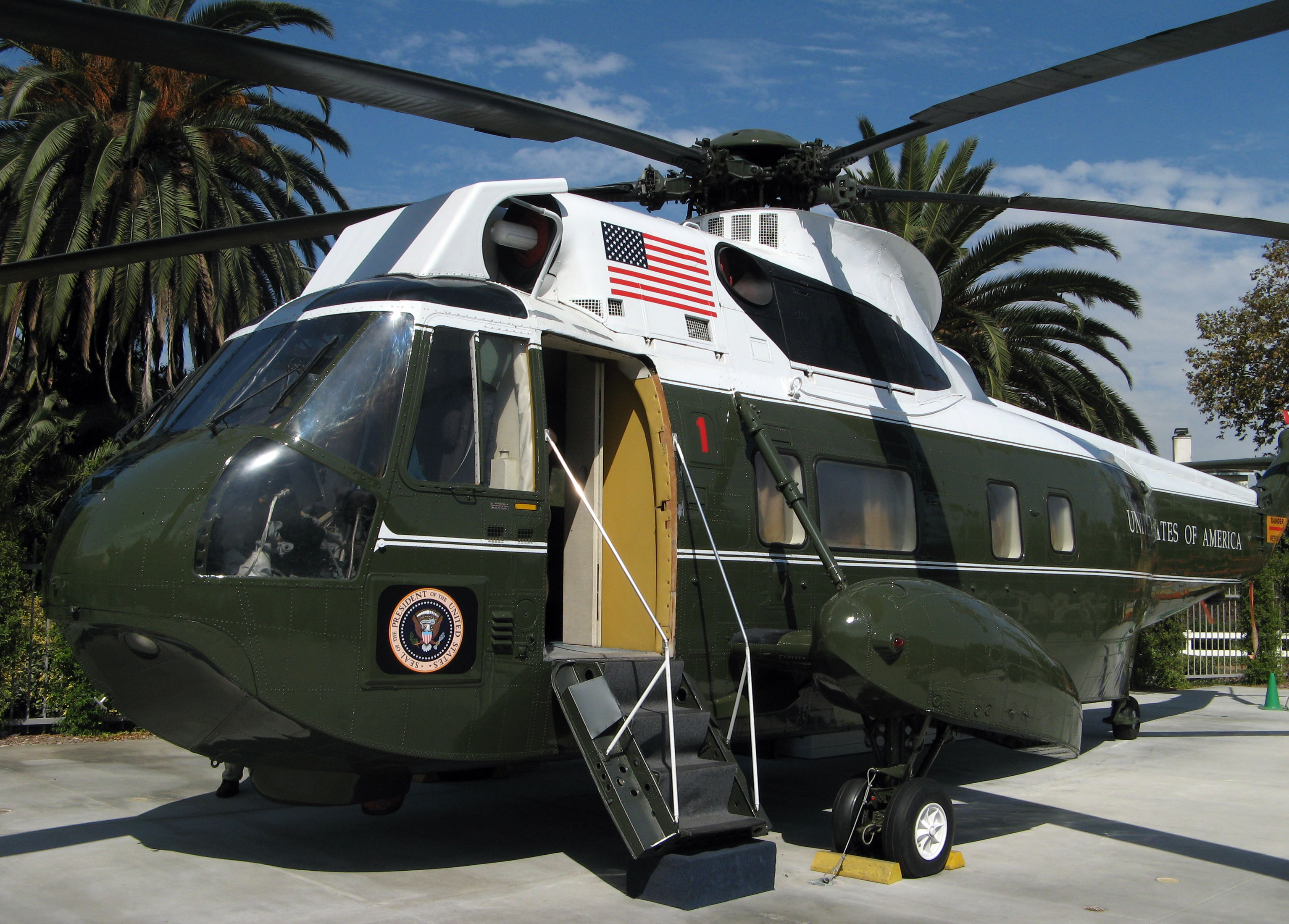
вертолёт VH-3A «Си Кинг».

Президентский вертолёт VH-3A «Си Кинг», бортовой номер 150617, обеспечил для постоянной экспозиции на территории библиотеки главный пилот вертолёта президента Никсона подполковник Джин Бойер. Вертолёт находился в президентском авиапарке с 1961 по 1976 год, перевозя президентов Кеннеди, Джонсона, Никсона и Форда, а также многих глав иностранных государств и правительств. Бойер десятки раз летал с президентом Никсоном в Кэмп-Дэвид, над египетскими пирамидами и в свой последний полёт из Белого дома.
В 2016 году здание целиком было отремонтировано за 15 миллионов долларов и вновь было открыто 14 октября того же года с участием Генри Киссинджера, бывшего губернатора Калифорнии Пита Уилсона и посла Китая в США Цуй Тянькая. Новый музей включает в себя почти 70 экспонатов, в том числе точную копию Овального кабинета Белого дома. Большая часть средств массовой информации, связанных с повторным открытием, ссылалась на призывы музея к поколению миллениалов. USA Today назвала это «видеоцентричным, ультрасовременным опытом», в котором «гостям постоянно предлагается попробовать сенсорные экраны или другие интерактивные дисплеи». Деньги были собраны полностью из частных источников.

## Совместная работа с Национальным архивом
В январе 2004 года Конгресс США принял закон, предусматривающий создание Президентской библиотеки Никсона, находящейся в федеральном управлении. В частности, законодательство внесло поправки в Закон о сохранении президентских записей и материалов 1974 года, который предписывал, чтобы президентские материалы Никсона оставались в Национальном архиве в Колледж-Парке. Согласно новому закону, более 30 000 президентских подарков, а также миллионы президентских записей были перенесены из Колледж-парка в Йорба-Линду.
В марте 2005 года Фонд Никсона пригласил Национальный архив совместно управлять Президентской библиотекой, а тогдашний архивариус США Аллен Вайнштейн разрешил Президентской библиотеке стать 12-й президентской библиотекой, финансируемой из федерального бюджета, управляемой и укомплектованной персоналом NARA совместно с Фондом Никсона. В апреле 2006 года Вайнштейн назначил Тимоти Нафтали директором библиотеки NARA. 11 июля 2007 года Президентская библиотека и музей Ричарда Никсона были официально приняты в федеральную президентскую библиотечную систему.
До того, как Национальный архив взял на себя управление Президентской библиотекой, несколько средств массовой информации обвиняли её в том, что она замалчивала отставку Никсона в 1974 году с помощью «обелённых» экспонатов. В 2007 году Национальный архив удалил Уотергейтскую выставку, которая простояла 17 лет, и, после трёх лет пустых выставочных площадей, объявил, что открытие новой выставки запланировано на июль 2010 года. Фонд Никсона возражал против предлагаемой выставки, в частности против процесса, с помощью которого была создана предлагаемая выставка, из-за того факта, что с Фондом Никсона не консультировались так, как с другими президентскими фондами, находящимися в аналогичных ситуациях. Фонд направил 158-страничный меморандум помощнику архивариуса Президентской библиотеки, в котором выразил своё недовольство, и NARA заявило, что комитет рассмотрит возражение, но не назвала сроков завершения этого процесса. Выставка открылась 31 марта 2011 года.
В ноябре 2011 года директор библиотеки Тим Нафтали подал в отставку со своего поста. 12 декабря 2014 года архивариус США Дэвид Феррьеро назначил нового директора Президентской библиотеки, им стал Майкл Эллзи. Эллзи официально приступил к обязанностям директора 12 января 2015 года.

## Документы и записи
В архивах, которые были открыты в марте 1994 года, хранится около 46 миллионов страниц официальных записей администрации Никсона из Белого дома. В Президентской библиотеке теперь хранятся все президентские документы президента Никсона, а также его документы до и после президентства. Среди документов есть письма Фреду Трампу, отцу 45-го Президента США.
По состоянию на 2012 год все обработанные президентские материалы Никсона доступны для исследовательского использования в Президентской библиотеке.